# Bo Lindman
Bo Sigfrid Gabriel Lindman, född 8 februari 1899 i Stockholm, död 30 juli 1992 i Solna, var en svensk militär, modern femkampare och fäktare.
Lindman avlade officersexamen 1919. Han blev löjtnant vid Svea artilleriregemente 1924 och var fältflygare 1925. Lindman genomgick Krigshögskolan 1926–1928 och var generalstabsaspirant 1928–1931. Han blev ordonnansofficer hos hertigen av Västerbotten 1931 och adjutant hos honom 1934. Lindman var lärare vid Sjökrigsskolan 1932–1936. Han befordrades till kapten vid Svea artilleriregemente 1934, till major där 1942, vid Bergslagens artilleriregemente 1943, och till överstelöjtnant vid generalstaben 1945. Lindman övergick till reservstat 1946. Han var generalsekreterare i Utlandssvenskarnas förening 1946–1964. 
Lindman blev svensk mästare i modern femkamp två gånger: 1923 och 1924. Lindman blev olympisk guldmedaljör i modern femkamp i Paris 1924, samt silvermedaljör i Amsterdam 1928 och Los Angeles 1932, där han även tävlade i värjfäktning. Efter den aktiva idrottskarriären innehade Lindman ett antal kvalificerade uppdrag inom idrottsrörelsen. Bland annat var han ordförande i Svenska Idrottsförbundet 1934–1946 och därefter ständig styrelseledamot. Lindman blev riddare av Svärdsorden 1943 och av Vasaorden 1945.